# エヴァ・パブロビッチ・モリ
エヴァ・パブロビッチ・モリ（Eva Pavlović Mori、1996年3月13日 - ）は、スロベニアの女子バレーボール選手。ポジションはセッター。スロベニア代表。

## 来歴
- クラブチーム

カナル出身。2011年、カルサイト・バレーに入団。国内リーグでは2011/12～2013/14シーズンにかけて3季連続で準優勝した。スロベニアカップでは2回のタイトルを獲った。2014/15シーズンよりイタリアセリエA1のバレー・ベルガモへ移籍し、2015/16シーズンは4位、2016/17シーズンは5位の成績を残した。2017/18シーズンはフランスリーグのベジエ・バレーと契約し、フランスリーグで優勝を果たし、自身もベストセッター賞を受賞した。2018/19シーズンはヴォレロ・ル・カネに移籍し、フランスリーグで4位、世界クラブ選手権に出場した6位となった。2019/20シーズンはポーランドのŁKSコマースコン・ウッチへ移籍し、タウロンリーガで3位となった。2020/21シーズンはトルコのİlbankでプレーすることが発表され、シーズン途中までプレーした。2021/22シーズンに再びカルサイト・バレーでプレーすることが発表され、国内リーグで優勝に貢献し自身もMVPとベストセッター賞を受賞した。2022/23シーズンはトルコリーグのPTT Sporでプレーした。2023/24シーズンはカザフスタンのVC Kuanyshへ移籍した。
- 代表チーム

アンダーカテゴリーの代表として、2012年のジュニア欧州選手権で4位となった。2013年、U-19世界選手権に出場し13位となった。2014年、シニア代表に初選出された。2015年、欧州選手権に出場した。2017年、自国開催されたU-23世界選手権に出場し銀メダルを獲得し、自身はベストセッター賞を受賞した。2019年には代表チームで主将を務め、欧州選手権に出場した。2020年には年間最優秀選手賞を受賞した。

## 球歴
- 欧州選手権 - 2015年、2019年

## 受賞歴
- 2013年　U-18欧州選手権　ベストセッター賞
- 2014年　U-19欧州選手権　ベストセッター賞
- 2017年　U-23世界選手権 ベストセッター賞
- 2018年　2017/18フランスリーグ  ベストセッター賞
- 2020年　2019/20ポーランドタウロンリーガ　ベストセッター賞
- 2020年　スロベニアバレーボール連盟による年間最優秀選手賞
- 2022年　2021/22スロベニアリーグ　MVP、ベストセッター賞

## 所属クラブ
- カルサイト・バレー（2011-2014年）
- バレー・ベルガモ（2014-2017年）
- ベジエ・バレー（2017-2018年）
- ヴォレロ・ル・カネ（2018-2019年）
- ŁKSコマースコン・ウッチ（2019-2020年）
- İlbank（2020-2021年）
- カルサイト・バレー（2021-2022年）
- PTT Spor（2022-2023年）
- VC Kuanysh（2023-）